# Cheryl Praeger

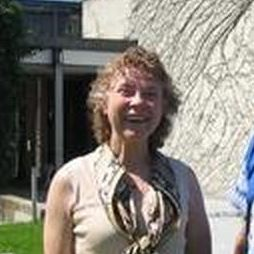
Cheryl Praeger, Oberwolfach (2007)

Cheryl Elisabeth Praeger AC (* 7. September 1948 in Toowoomba in Queensland) ist eine australische Mathematikerin, die sich mit Kombinatorik und Gruppentheorie beschäftigt.

## Leben
Praeger – der deutsche Name kommt von Vorfahren aus Chemnitz –  ging nahe Brisbane zur Schule, studierte an der University of Queensland und wurde 1974 an der Universität Oxford (St. Anne’s College) bei Peter Neumann promoviert (On the Sylow subgroups of primitive permutation groups). Als Post-Doktorand war sie ab 1973 am Institute of Advanced Studies der Australian National University. Sie ist Professorin an der University of Western Australia, wo sie seit 1976 ist, damals als Lecturer. Sie war dort Vorstand der Mathematischen Fakultät und ab 1996 Dekan für Postgraduate Studies.
Praeger beschäftigt sich mit endlichen und unendlichen Permutationsgruppen, gruppentheoretischen Algorithmen, Theorie endlicher Gruppen, algebraischer Graphentheorie, endlicher Geometrie, Theorie der Designs, Anwendungen der Gruppentheorie in algebraischer Zahlentheorie, Versuchsplanung. Sie wandte die Gruppentheorie auch auf Web-Probleme an. Bis 2006 veröffentlichte sie über 250 wissenschaftliche Arbeiten und mehrere Bücher.
1968 bewies sie die Vermutung von Charles Sims (1968) in der Theorie der Permutationsgruppen.
Praeger ist seit 1996 Fellow der Australian Academy of Sciences und war 1992 bis 1994 Präsidentin der Australian Mathematical Society. Sie ist Ehrendoktorin der Prince of Songkla University (1993) in Thailand und der Université Libre de Bruxelles (2005). 2009 wurde sie Western Australia Scientist of the Year. 1999 wurde sie Mitglied des Order of Australia und 2003 erhielt sie die Centenary Medal der australischen Regierung. 2002 war sie Invited Speaker auf dem Internationalen Mathematikerkongress in Peking (Permutation groups and normal subgroups). 2011 erhielt sie die Euler-Medaille, 2014 die George Szekeres Medal, 2019 den Prime Minister’s Prizes for Science. Sie ist Fellow der American Mathematical Society. 2014 wurde sie Ehrenmitglied der London Mathematical Society. 2021 wurde sie zum Companion des Order of Australia ernannt.
Sie ist verheiratet mit dem Statistiker John Henstridge und hat zwei Kinder. Sie spielt Klavier und ist Organistin in ihrer Kirche. Weitere Hobbys sind Wolle spinnen, Wandern, Radfahren und Segeln.

## Schriften
- mit Leonard Soicher: Low rank representations and graphs for sporadic groups. Cambridge University Press 1997
- mit Martin Liebeck und Jan Saxl: Regular subgroups of primitive permutation groups. American Mathematical Society 2010
- mit Jason Fulman und Peter Neumann: A generating function approach to the enumeration of matrices in classical groups over finite fields. American Mathematical Society 2005
- mit Liebeck und Saxl: The maximal factorizations of the finite simple groups and their automorphism groups. American Mathematical Society 1990